# خطاها و باقیمانده‌ها
در آمار و بهینه‌سازی، خطاها و باقیمانده‌ها دو معیار نزدیک به هم مرتبط هستند و به راحتی با هم اشتباه گرفته می‌شوند. خطای یک مشاهده، انحراف مقدار مشاهده‌شده از مقدار واقعی یک مقدار مورد علاقه (مانند میانگین جمعیت) است. باقیمانده تفاوت بین مقدار مشاهده‌شده و مقدار برآورد مورد نظر است (مانند میانگین نمونه). این تمایز در تحلیل رگرسیون بسیار مهم است، جایی که مفاهیم گاهی خطاهای رگرسیونی و باقیمانده‌های رگرسیونی نامیده می‌شوند و به مفهوم باقیمانده‌های استیودنت‌شده پایان می‌یابند. در اقتصادسنجی به «خطاها» آشفتگی (اختلال) نیز گفته می‌شود.